# Maik Kischko
Maik Kischko (* 7. Juli 1966 in Löberitz) ist ein ehemaliger deutscher Fußballtorhüter.

## Sportlicher Werdegang
Maik Kischko wechselte 1979 von Lok Delitzsch in die Nachwuchsabteilung des 1. FC Lokomotive Leipzig, für den er in der DDR-Oberliga noch sechs Spiele bestritt.
Dem Nachfolgeverein VfB Leipzig blieb Kischko bis 1997 treu. Nach der Eingliederung des VfB in die 2. Bundesliga gelang 1993 der Aufstieg in die Bundesliga. Stammtorhüter Kischko konnte den sofortigen Wiederabstieg jedoch nicht verhindern. 1997 wechselte Kischko zum Ligakonkurrenten FC Carl Zeiss Jena, bereits ein Jahr später heuerte er beim Bundesligisten VfL Bochum an. Beim VfL Bochum schaffte Kischko den Durchbruch zum Stammtorhüter nicht, außerdem musste er auch hier wieder den Abstieg aus dem Oberhaus hinnehmen.
Ab 1999 spielte Kischko eine Spielzeit für die Stuttgarter Kickers, anschließend erfolgte der Wechsel in die Regionalliga zum FC Erzgebirge Aue. Bei den Erzgebirgern konnte sich Kischko wieder als Stammtorhüter etablieren. Von 2001 bis 2004 ließ Kischko seine Laufbahn beim sächsischen Oberligisten FC Eilenburg ausklingen.
2008 kehrte Kischko zum 1. FC Lokomotive Leipzig zurück und übernahm dort die Funktion des Torwarttrainers, 2010 die des Co-Trainers. Am 31. März 2011 wechselte Kischko als Torwarttrainer zum niedersächsischen Verein MTV Wohnste. Seit dem 1. Juli 2013 ist er wieder Torwarttrainer beim 1. FC Lok Leipzig.

## Statistik
- Bundesliga: 34 Spiele (0 Tore)
- 2. Bundesliga: 158 Spiele (0 Tore)
- DDR-Oberliga: 6 Spiele (0 Tore)